# Jakov II. Nikolić Bribirski
Jakov II. Nikolić Bribirski (?, o.1375. - ?, 1456.), hrvatski velikaš, banovac Hrvatske i Dalmacije i neformalni starješina roda Bribirskih knezova. Djelovao je kao mecena i zaštitnik franjevaca u Hrvatskoj i Dalmaciji.

## Životopis
Sin je Pavla IV. Banića iz grane Nikolića, jedne od ogranaka roda Šubića. Imao je dva brata, Mikca Krivčića (predak kasnije loze knezova Peranskih) i Grgura IX.
Godine 1402. ratovao je kao saveznik kralja Žigmunda protiv Ladislava Napuljskog i njegovih saveznika. Godine 1408. zaključio je, pred Zagrebačkim kaptolom, ugovor o međusobnom nasljeđivanju s rođakom Petrom I. Zrinskim, kojim su Zrinski nakon njegove smrti dobili brojna imanja u Bribiru i okolici. Kao privrženik kralja Žigmunda, odlikovan je 1409. visokim naslovom kraljeva družbenika (lat. familiaris), a imenovan je i vicebanom (do 1411.) hrvatskog bana Karla Krbavskog. Naslov vicebana je koristio kao počasni naslov sve do smrti.
Zajedno s drugim članovima roda preoteo je Ostrovicu Mlečanima i predao je kraljevskim snagama, zbog čega ga je Žigmund nagradio potvrdom obiteljskih posjeda 1412. i daravao njemu i rođacima posjed Pernu u srednjovjekovnoj Slavoniji. Kasnije se odrekao prava na Pernu u korist potomaka Mikca Krivčića, knezova Peranskih.
Jakov II. je umro 1456. godine bez potomaka, kao posljednji član glavnog ogranka knezova Bribirskih, a njegove posjede je naslijedio Nikola II. Zrinski.